# Operazioni militari diverse dalla guerra
Le operazioni militari diverse dalla guerra (in inglese military operations other than war, o MOOTWs) sono operazioni condotte da unità militari al di fuori di un conflitto armato. L'estraneità dell'operazione dal conflitto non presuppone a priori l'assenza di un conflitto in atto, ma significa che quell'operazione in ogni caso non ne fa parte.

## La dottrina italiana
Analogamente a quanto previsto nella maggior parte dei paesi europei, le operazioni militari diverse dalla guerra possono assolvere ad uno dei seguenti compiti:
- concorrere nella salvaguardia delle Istituzioni dello Stato;
- concorrere nel soccorso alla comunità nazionale;
- attuare una missione di sostegno alla pace.

La salvaguardia delle Istituzioni dello Stato prevede il concorso delle unità militari alle forze di polizia per l'esecuzione di missioni di controllo del territorio. Il controllo può essere diretto quando l'unità militare, di norma affiancata da personale di Polizia, effettua rastrellamenti, posti di blocco o di controllo, vigilanza e sorveglianza di obiettivi non militari. Può essere invece indiretto quando l'unità militare, nello svolgere proprie attività istituzionali, occupa un certo territorio, sottraendolo in tal modo al controllo di organizzazioni criminali alle quali riduce le possibilità di manovra.
Negli anni '90 del XX secolo sono state effettuate diverse operazioni di controllo del territorio, come l'"Operazione Vespri siciliani", l'Operazione Partenope" e l'"Operazione Testuggine", di controllo diretto, e l'"Operazione Forza Paris", di controllo indiretto.
Il soccorso alla comunità nazionale prevede due diversi tipi di intervento. Il primo è costituito dagli interventi di Protezione Civile, della cui organizzazione le Forze armate sono parte significativa. Il secondo, prettamente militare, consiste nella evacuazione di concittadini non combattenti da zone di rischio, definite Non-Combatants Evacuation Operations (NEOs).
Le forze armate italiane hanno al loro attivo una lunga storia di interventi di Protezione civile, mentre non altrettanto frequenti sono state le NEOs.
Le missioni di sostegno alla pace sono quelle effettuate da unità delle Forze armate italiane, da sole o inquadrate in Forze multilaterali, in forza di accordi bi- o multilaterali o su mandato dell'ONU o di una organizzazione regionale, per il conseguimento di uno o più fra gli scopi enunciati dal Segretario Generale dell'ONU nei documenti della Agenda For Peace e del Supplement To An Agenda For Peace.